# Привілейована акція
Українське законодавство розрізняє два типи акцій — прості акції та привілейовані акції.
Власники привілейованих акцій мають переважні відносно власників простих акцій, права на отримання частини прибутку акціонерного товариства. Привілейовані акції можуть надавати права на участь в управлінні акціонерним товариством, якщо це передбачено статутом і Законом України «Про акціонерні товариства».
Привілейовані акції, зі свого боку, можуть бути поділені на різні класи (з різним обсягом прав). Залежно від умов розміщення привілейовані акції певних класів можуть бути конвертовані у прості акції або у привілейовані акції інших класів. Згідно з чинним законодавством частка привілейованих акцій у статутному капіталі акціонерного товариства не може перевищувати 25 %.
Слід зазначити також, що основним типом цінних паперів, які обертаються на організованому фондовому ринку і створюють його ліквідність є прості акції.

## Законодавство
- Закон України про цінні папери та фондовий ринок
- Закон України про акціонерні товариства
- Постанова Верховної Ради України «Про Концепцію функціонування і розвитку фондового ринку в Україні»
- Указ Президента України «Про державну комісію з цінних паперів і фондового ринку»
- Законодавчі акти по ринку акцій